# Armin van Buuren
Armin van Buuren, född 25 december 1976 i Leiden, är en nederländsk DJ och producent. Han är uppväxt i Koudekerk aan den Rijn. Han har ett eget skivbolag och en egen radioshow under namnet A state of trance och påstår sig ha mer än 30 miljoner unika lyssnare varje vecka i mer än 40 olika länder, vilket skulle göra det till det mest avlyssnade radioprogrammet i världen. Han har även blivit framröstad som vinnare i DJ Magazines lista över världens 100 främsta DJ:ar år 2007, 2008, 2009, 2010 och 2012. Armin är den enda DJ som har blivit framröstad som vinnare 4 år i rad. Hans album, Imagine från 2008, hamnade på första plats på Dutch album chart, vilket är första gången för någon dance artist i Nederländerna.

## Biografi

### Uppväxt
Armin föddes i en musikalisk familj och gav sig hän åt musiken redan från tidig ålder. Han spenderade alla pengar han tjänade som tidningsbud på att köpa skivor. Hans mor vann en dator som Armin fick använda och därigenom kom han i kontakt med programmering och blev tidigt bekant med teknik.
Under det tidiga 1990-talet växte Hollands musikscen kraftigt och även om Armin var för ung för att besöka klubblivet så lärde han sig den aktuella dansmusiken utan och innan genom att lyssna på radion.

### Karriär
| ”                   | "This is just what I really want," – "It’s not just love for music, it’s my passion. It goes beyond liking, and beyond a hobby, it’s about a way of living. Music is essential to my life”. | „ |
| – Armin van Buuren, | |   |

Armin van Buuren valde musikkarriären framför en karriär i juridik i Nederländerna där han tog examen i juridik 2004. Musikkarriären tog sin början redan 1995 när han gick ut gymnasiet och samtidigt började som DJ på den lokala nattklubben Nexus. Samtidigt som han sedan började studera juridik vid universitetet så flyttade han sin studioutrustning från sovrummet till en riktig studio. Några av de första låtarna han producerade i sin nya studio var "Touch me" och "Communication". Han beskriver själv sin musikstil som "frigörande, euforisk, upplyftande, melodisk och energisk" och sammanfattar sitt musikskapande med orden "Lås inte in dig i din egen stil" (en: "Don't be a prisoner of your own style")
Armin är värd för sin egen radioshow A state of trance som sänds varje vecka. I programmet spelar han progressiv elektronisk musik och många andra genrer utöver just trance. I maj 2008 sändes det 350:e avsnittet och innebär att programmet har sänds i över sju år. Den 16 april 2009 sändes det 400:e avsnittet och firades med att ett flertal stora namn samlades och spelade oavbrutet i tio timmar från olika ställen på jorden.
Vägen till nummer ett började i oktober 2002 när han blev framröstad till en femteplats i DJ Magazines lista över världens 100 bästa DJ:ar. Året därpå hamnade han på tredjeplats, en position som han hade åren 2003 till 2005. Året därpå kom han på andraplats precis efter Paul van Dyk och från åren 2007 till 2010 blev han framröstad till nummer ett.

## Armin van Buuren som producent

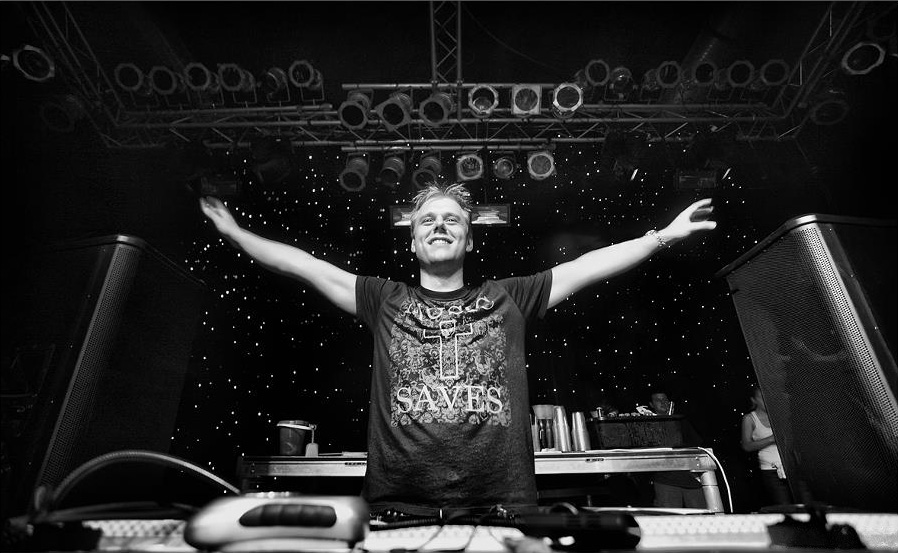

van Buuren har alltid haft sin egen studio och nästan alltid arbetat ensam i den. Han har aldrig haft någon anställd ljudtekniker eftersom han inte vill att musiken skall förändras av någon annan.
Sedan 1995 har van Buuren släppt många låtar på olika skivbolag med en ständigt ökande framgång. Hans första större framgång var "Blue Fear" som släpptes på Cyber Records när han var 19. Låten beskrevs som "en modell av eurotrance" (en: "Euro Trance blueprint") och tog sig in på topplistorna i Storbritannien. Därefter släpptes låten "Communications" via samma bolag och slog igenom i Ibiza, Spanien under sommaren 1999. Ungefär samtidigt bytte van Buuren bolag till AM PM Records och "Communication" gick in på den brittiska topplistan på plats nummer 18 under början av år 2000.
I början av 1999 startade Armin sin egen etikett, Armind, tillsammans med United Recordings. Första låten "One" släppte han under namnet Gig. Därefter släpptes "Touch me" under namnet Rising Star för bolaget Ministry Of Sound i Storbritannien. Vid hans tredje släpp, Gimmick - "Free" för R&S Records, hade van Buuren lyckats göra sin etikett populär på kort tid. Under namnet "Gaia" släpptes "4 Elements" på etiketten Captivating Sounds, en del av Warner Brothers.
Efter denna egna framgång gick Armin ihop med DJ Tiësto och två nya projekt föddes: Major League och Alibi. Genom dessa två projekt producerade duon "Wonder where you are" som släpptes på bolaget Blackhole och "Eternity" som släpptes på Armins etikett Armind. Efter detta framgångsrika samarbete gick van Buuren ihop med Ferry Corsten och tillsammans spelade de in "Exhale" som sålde guld på mindre än en månad.
År 2000 startade Armin sin egen serie med mixad musik genom samlingsalbumet "001 – A state of trance" (som i detta fallet inte är samma sak som hans radioshow med samma namn). Albumet beskrevs som en bra balans mellan progressiv house, techno och trance och sålde mer än 10 000 exemplar. På albumet finns bland annat hans mixning av Moogwai - "Viola".
Serien fortsätter med albumen:
- "002 – Basic Instinct" med spåret "The sound of goodbye" med Perpetous Dreamer som direkt gick in på den holländska topplistan i juni 2001. Låten klättrade till sist också till en förstaplats på topplistan för dans- och klubbmusik.
- "003 – In motion" släpptes den 6 augusti 2001 och blev populär i USA.
- "004 – Transparence" följde upp serien under 2002.

I mars 2001 startade van Buuren sin egen radioshow på ID&T. Varje vecka sänder han sin två timmar långa show A state of trance med den senaste populära trancemusiken. Både programmet och de artister vars låtar han spelar i det får snabbt uppmärksamhet i och med att alla artister och låttitlar presenteras på hans webbsida. Den här kombinationen gör att showen har spritt sig snabbt över hela världen.
När ID&T bytte inriktning 2004 lämnade van Buuren företaget och tog programkonceptet med sig till den nederländska kanalen Fresh FM och därutöver sänds programmet bland annat på radiokanaler som SLAM!FM (Nederländerna), DI.FM (online), XM Satellite Radio kanal 82 (Kanada och USA). En komplett lista på kanaler som sänder programmet finns på Armins hemsida. Programmet beräknades 2008 ha runt 6 miljoner lyssnare över hela världen.
De jämna avsnitten har firats ordentligt. Avsnitt 200 sändes från Amsterdam, det 250:e avsnittet firades med en åtta timmar lång sändning från Club Asta i Haag, Nederländerna med artister som Jonas Steur, Mike Dierickx, John Askew, Rank 1 och Menno De Jong. Det 300:e avsnittet sändes i två delar under maj 2007.

## Armin van Buuren som artist
| ”                   | The fans and the public are the most important thing for a DJ. | „ |
| – Armin van Buuren, |                                                                |   |

Van Buuren började sin karriär som DJ på klubb Nexus i Leiden där han framför allt lärde sig att spela långa mixar som kan sträcka sig i upp till sex – sju timmar. 1999 träffade han Dave Lewis som introducerade honom som DJ i Storbritannien och USA. Efter detta gick hans karriär uppåt i och med att han publicerats på topp-100 under 2001. Han har spelat i mer än 25 länder och uppträder ofta på stora scener under sommarfestivaler som Sunrise Festival i Polen, Sensation White och Global Gathering i Storbritannien. I Storbritannien kan man se honom regelbundet på klubbar som Passion (ordinarie DJ 2002), Godskitchen, Gatecrasher, Slinky, Peach och Golden.
Under 2002 var han ordinarie DJ på klubben Glow i Washington DC och han har spelat i många större städer i USA som Houston, Boston, Chicago, Atlanta, New York och Los Angeles. Han framträder också regelbundet på klubben Amnesia på ön Ibiza.
Den 11 november 2006 hade han ett nio timmar långt liveframträdande kallat "Armin Only" i Rotterdam, Nederländerna för över 11 000 deltagare.
Sommaren 2007 spelade han in ett liveframträdande från Amnesia, Ibiza. Skivan "Universal religion chapter 3, Live from Amnesia at Ibiza" släpptes den 28 september 2007 på Armada Records och som "Universal Religion 2008" i USA den 4 december 2007.
Den tredje upplagan av Armin Only gick av stapeln den 19 april 2008 på Jaarbeurs arena i Utrecht, Nederländerna. Ett evenemang som drog mer än 16 000 deltagare och sändes delvis i nationell TV i landet.

## Privatliv
Den 18 september 2009 gifte sig Armin med Erika van Thiel i Wassenaar, Nederländerna. De träffades under en semester på Kreta, och hade varit tillsammans i nio år innan äktenskapet.

## Utmärkelser
- 2006 utsågs A state of trance till bästa samlingsalbum vid Miami Winter Music Conference.[4]
- Albumet Shivers vann både Edison award och Dutch Release Dance Award som bästa album 2006.[4]
- Under branschens egen Trance Awards 2006 vann Armin och hans Armada records pris för bland annat: bästa samlingsskiva, bästa DJ, bästa radioshow, bästa ordinarie DJ och bästa musikvideo.[8]
- I januari 2008 fick Armin van Buuren ta emot Buma Cultuur Pop Award, ett av de mest prestigefulla nederländska musikpriserna.[9]
- Beatport Music Awards utsåg Armin till bästa tranceartist 2008.[10]

## Diskografi

### Studioalbum
- 2003 – 76
- 2005 – Shivers
- 2006 – 10 Years
- 2008 – Imagine2010 – Mirage
- 2013 – Intense
- 2015 – Embrace
- Balance (2019)
- Feel Again (2023)
- Breathe In (2024)

### Samlingsalbum
- 1999 – United
- 1999 – This is not the United Sampler
- 1999 – Planet Disco (CD1 av en dubbel-cd)
- 1999 – Boundaries of Imagination
- 2000 – 001 A State of Trance
- 2001 – 002 Basic Instinct
- 2001 – 003 In Motion
- 2002 – 004 Transparance
- 2003 – Universal Religion Chapter One
- 2004 – A State of Trance 2004
- 2004 – Big Room Trance
- 2004 – Universal Religion 2004 (Livespelning från Armada på Ibiza)
- 2005 – A State of Trance 2005
- 2005 – A State of Trance 2005 Year Mix
- 2006 – A State of Trance 2006
- 2006 – A State of Trance 2006 Year Mix
- 2007 – A State of Trance 2007
- 2007 – Universal Religion Chapter 3) (Livespelning från Armada på Ibiza,  släpptes som Universal Religion 2008 i USA)
- 2007 – A State of Trance 2007 Year Mix
- 2008 – A State of Trance 2008
- 2008 – A State of Trance 2008 Year Mix

### Producerat
- 2001 – System F - "Exhale"
- 2002 – Fuel 2 Fire - "Fuel To Fire"
- 2004 – Jan Vayne - "Classical Trancelations"

### Urval av mixar
- 1997 Pioneers Of Sound - Keep It Up (Armin Van Buuren Remix)
- 1997 Temple Of The Groove - Without Your Love (Armin's Radio Mix)
- 1999 Insight - Prophecy (Cyber Mix)
- 1999 Madison Avenue - Don't Call Me Baby (Armin van Buuren's Stalker Mix)
- 1999 Wamdue Project - King Of My Castle (Armin Van Buuren Radio Edit)
- 1999 Rising Star - Touch Me (Armix Remix)
- 2000 Aria - Dido (Armin van Buuren's Universal Religion Mix)
- 2000 Moogwai - Viola (Armin Van Buuren Remix)
- 2001 Perpetuous Dreamer - The Sound Of Goodbye (Armin's Tribal Feel Radio Edit)
- 2002 Shane - Too Late To Turn (Armin Van Buuren Remix)
- 2002 OceanLab - Sky Falls Down (Armin Van Buuren Remix)
- 2004 Sean Callery - The Longest Day (Armin Van Buuren Remix Radio Edit)
- 2008 Armin van Buuren Feat. Gabriel & Dresden - Zocalo (Armin In Mexico Mix)
- 2008 Armin van Buuren Feat. Sharon den Adel - In and Out of love